# كاتسيكاس (إوانينا)
كاتسيكاس (Κατσικάς) هي مدينة في إوانينا في مقاطعة كينتريكي إلادا في اليونان.
يبلغ عدد سكانها حوالي 3020 نسمة.